# Estimate of the Situation
Estimate of the Situation (tạm dịch: Đánh giá Tình hình) là tài liệu được cho là viết vào năm 1948 bởi nhân viên của Dự án Sign thuộc Không quân Mỹ, bao gồm cả giám đốc của dự án, Đại úy Robert R. Sneider, giải thích lý do nhằm đưa ra kết luận rằng giả thuyết ngoài Trái Đất là lời giải thích tốt nhất cho vật thể bay không xác định (UFO). Cuối năm 1960, Không quân Mỹ tuyên bố rằng tài liệu này chua từng tồn tại. Tuy nhiên, một số sĩ quan Không quân, và một chuyên gia tư vấn cho biết bản báo cáo là một tài liệu có thật bị che giấu. Jenny Randles và Peter Hough mô tả Estimate như là "Chén Thánh của ngành UFO học" và tuyên bố rằng Đạo luật Tự do Thông tin yêu cầu tài liệu đã không có kết quả.

## Lịch sử
Mặc dù Sign đã điều tra các báo cáo về UFO trước đó, nhà sử học David M. Jacobs viết rằng chính vụ chạm trán UFO Chiles-Whitted được công bố rộng rãi vào ngày 24 tháng 7 năm 1948 mới "tác động lớn đến Sign". Trong cuộc chạm trán đó, hai phi công hàng không có kinh nghiệm đã tuyên bố một vật thể hình ngư lôi suýt va chạm với máy bay thương mại của họ. Sign đã đánh giá bản báo cáo một cách thuyết phục và hấp dẫn, một phần vì vật thể này cũng rất khớp với mô tả về một vụ quan sát độc lập từ The Hague vài ngày trước đó.
Theo Michael D. Swords, nhân viên của Sign "đã điều tra một cách sôi nổi" về trường hợp Chiles-Whitted trong vài tháng. Mặc dù thiếu bằng chứng vật lý, một số nhân viên của Sign đã phán đoán điều này và các báo cáo về UFO khác khá thuyết phục và kết luận rằng UFO chỉ có thể có một nguồn không phải từ Trái Đất. Swords viết rằng: "Các thành viên dự án lý luận rằng họ có vài chục vụ quan sát trên không mà họ không thể giải thích nổi, nhiều trong số đó là của các phi công quân sự và các nhà khoa học. Các vật thể xem chừng hoạt động như công nghệ thực sự, nhưng nguồn tin của chúng ta cho biết chúng không phải là của chúng ta. Cuộc chạm trán thân máy bay [Chiles-Whitted] khiến họ tò mò. Lý thuyết Prandtl về lực nâng chỉ ra rằng một hình dạng kỳ lạ như vậy có thể bay, nhưng nó sẽ cần một số dạng máy phát điện tân tiến vượt xa những gì chúng ta có thể tạo ra (ví dụ, hạt nhân)."
Cho rằng không có bằng chứng nào cho thấy Mỹ hoặc Liên Xô có bất cứ thứ gì từ xa như UFO được báo cáo, nhân viên Sign dần dần bắt đầu xem xét nguồn gốc ngoài Trái Đất cho các vật thể này. Swords lập luận rằng việc xem xét nguồn gốc không thuộc Trái Đất này "không đáng kinh ngạc trong giới tình báo như người ta có thể nghĩ". Bởi vì nhiều người trong quân đội là "phi công, kỹ sư và dân kỹ thuật" họ có thái độ "dám làm" và có xu hướng coi các công nghệ không có sẵn không phải là những điều không thể, nhưng là những thách thức phải vượt qua. Thay vì gạt bỏ các báo cáo về UFO, họ đã xem xét cách các vật thể đó có thể hoạt động. Quan điểm này, Swords cho rằng, "tương phản rõ rệt với đặc tính của nhiều nhà khoa học về các khái niệm như bất khả thi, không thể tưởng tượng nổi hoặc vô lý."
Theo Ruppelt, Estimate đã bị Tướng Hoyt S. Vandenberg bác bỏ chủ yếu do thiếu bằng chứng vật lý hỗ trợ. Trong một lá thư đề ngày 3 tháng 11 năm 1948, Cabell đã viết cho Sign, qua McCoy, mô tả đĩa bay là có thật, nhưng bác bỏ giả thuyết liên hành tinh và nêu ý kiến: "Kết luận dường như không thể giải thích được rằng một số loại vật thể bay đã được quan sát. Nhận dạng và nguồn gốc của các vật thể này không thể thấy rõ đối với Trụ sở. Do đó, điều bắt buộc là các nỗ lực để xác định xem các vật thể này có nguồn gốc trong nước hay ngoài nước phải được tăng lên cho đến khi có được bằng chứng thuyết phục. Nhu cầu quốc phòng đòi hỏi bằng chứng như vậy để có thể thực hiện các biện pháp đối phó thích hợp."
McCoy đã trả lời trong một lá thư có phần bênh vực ngày 8 tháng 11 năm 1948. Ông lưu ý rằng nhiều báo cáo về UFO đã nhận dạng sai các hiện tượng hàng ngày nhưng cũng đưa ra các ý tưởng bị phủ nhận của Estimate mà không xác nhận rõ ràng giả thuyết liên hành tinh. Khi nhân viên của Sign từ chối từ bỏ giả thuyết liên hành tinh, nhiều người đã bị sa thải và phân công lại, riêng Sign được đổi tên thành Dự án Grudge vào năm 1949.

## Công bố
Báo cáo công khai đầu tiên về Estimate là trong cuốn sách năm 1956 của Đại úy Không quân Edward J. Ruppelt nhan đề Báo cáo Vật thể bay Không xác định (The Report on Unidentified Flying Objects). Cuốn sách này của Ruppelt, lần đầu tiên tiết lộ về báo cáo Estimate, từng bị Không quân xóa bỏ. Clark viết rằng vào cuối năm 1960, các quan chức Không quân đã phủ nhận Estimate là có thật, bất chấp thực tế là các nhà kiểm duyệt đã phê chuẩn cuốn sách của Ruppelt vài năm trước. Theo Clark, Không quân Mỹ sau đó đã phải chính thức thừa nhận Estimate là có thật, nhưng thư mục của Clark không làm rõ tuyên bố hoặc tài liệu nào xác nhận thực tế của Estimate.
Ngoài ra, theo Clark, sự tồn tại của Estimate được xác nhận bởi Thiếu tá Không quân Dewey J. Fournet, với tư cách là một quan chức trong Lầu Năm Góc, từng là liên lạc viên với dự án UFO chính thức có trụ sở tại Căn cứ Không quân Wright-Patterson ở Dayton, Ohio. Estimate còn được trích dẫn khi mô tả kết luận giả thuyết ngoài Trái Đất là một "sự ngoại suy cực đoan" dựa trên bằng chứng ít ỏi. Bên cạnh đó, một cố vấn khác của Không quân, nhà thiên văn học, Tiến sĩ Allen Hynek, cũng đã xác minh sự tồn tại của Estimate.